# West Suorda
De West Suorda (Zweeds: Alip Suorda) is een rivier die stroomt in de Zweedse  gemeente Kiruna. De rivier ontstaat tussen de West Suordaberg (1513 meter) en de Oost Suordaberg (1472 meter). Ze stroomt zuidwaarts naar de Lävasrivier. Ze is circa 4 kilometer lang.
Afwatering: West Suorda → Lävasrivier → Rautasrivier → Torne → Botnische Golf